# Lochboisdale School

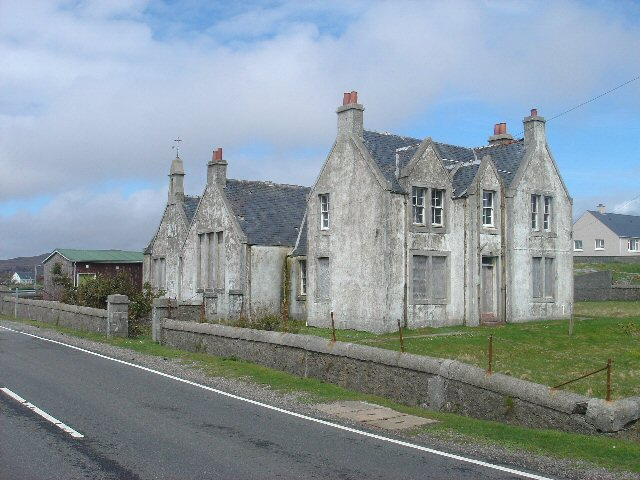
Lochboisdale School

Die Lochboisdale School ist ein ehemaliges Schulgebäude auf der schottischen Hebrideninsel South Uist. 1997 wurde das Gebäude in die schottischen Denkmallisten in der Kategorie C aufgenommen.

## Geschichte
Die Lochboisdale School wurde im Jahre 1909 errichtet. Ausführendes Bauunternehmen war Fletcher’s aus Tobermory auf Mull. Das School Board of South Uist, das als Bauherr den Bau finanziell tragen und sich verschulden musste, beschwerte sich bei der übergeordneten Behörde über die Planung, welche ein Schulgebäude vorsah, wie es eher in einem Burgh als in einer Inselgemeinde zu erwarten wäre.
1997 stand das Gebäude bereits seit einigen Jahren ungenutzt. Im selben Jahr wurde es in das Register gefährdeter denkmalgeschützter Bauwerke in Schottland aufgenommen. Ein Gesuch auf Abbruch des Gebäudes wurde abgelehnt. 2015 wurde der Zustand der weiterhin leerstehenden Lochboisdale School als schlecht bei gleichzeitig hoher Gefährdung eingestuft.

## Beschreibung
Die Lochboisdale School steht an exponierter Position im Norden von Lochboisdale, dem Hauptort der Insel. Der Komplex besteht aus dem Schulgebäude und der angeschlossenen Lehrerwohnung. Das eingeschossige Schulgebäude besteht aus zwei verbundenen Baukörpern mit straßenseitigen Giebeln. Am Fuß des linken Giebels sind rechts eine Türe und links ein Zwillingsfenster angeordnet. Auf dem Giebel sitzt ein gemauerter Dachreiter mit Wetterfahne. In die rechte, leicht hervortretende Fassade ist hingegen ein weites Drillingsfenster eingelassen. Rückwärtig sind beide Fassaden mit Drillingsfenstern ausgeführt. Links geht ein kurzer Kreuzgiebel ab.
Über einen kurzen Körper ist rechts die Lehrerwohnung angebunden. In die südostexponierte Hauptfassade des zweigeschossigen Gebäudes sind Zwillingsfenster mit steinernen Fensterpfosten eingelassen. Die mit Oberlicht ausgeführte Eingangstüre befindet sich an der Westseite. Die Fassaden sind verputzt. Sämtliche Dächer sind mit rötlichem Schiefer eingedeckt und mit giebel- beziehungsweise firstständigen Kaminen ausgeführt.